# Roger I. de Montgommery
Roger I. de Montgommery (oder Montgomery, Montgoméri) († vor 1048) war ein normannischer Baron des 11. Jahrhunderts. Er ist der Stammvater der Familie Montgommery, die in der Normandie, England und Schottland eine herausragende Rolle spielte.

## Biografie
Roger hatte Grundbesitz in der zentralen Normandie und gehörte zu den jungen Adligen, mit denen sich der Graf von Hiémois, der spätere Herzog Robert I., um 1026 umgab. 1024 ist er als Vizegraf von Hiémois belegt. Als Robert I. 1027 die Nachfolge antrat, ernannte er Roger zum Vicomte d’Hiémois (oder Exmes).
Wie sein Herzog, so bereicherte sich auch Roger am Besitz der Kirche. Er versuchte zum Beispiel, den Markt von Vimoutiers, an dem die Abtei Jumièges Rechte hatte, gewaltsam durch einen anderen Markt zu ersetzen, der sich in Montgommery (heute Saint-Germain-de-Montgommery und Sainte-Foy-de-Montgommery), also auf seinem Land, und nur einen oder zwei Kilometer weiter befand. Der Herzog reagierte erst auf Druck von Robert dem Dänen, Erzbischof von Rouen: er ließ den Markt Rogers zerstören und den der Mönche wieder aufbauen, gestattete dann aber Roger, auf seinem Land den gewünschten zweiten Markt zu betreiben.
Roger I. de Montgommery gründete das Stift in Troarn. Dessen Bewohner, 12 Kanoniker, deren Disziplin zu wünschen übrig ließ, wurden von seinen Enkel Roger de Montgomerie, 1. Earl of Shrewsbury, 1059 wieder verjagt, um sie durch eine Gruppe von Mönchen zu ersetzen.
Nach dem Tod Herzog Roberts 1035 scheint Roger in Ungnade gefallen zu sein. Wilhelm von Jumièges schildert, dass er ins Exil gehen musste (ohne dass konkrete Gründe bekannt sind), und sich an den König Heinrich I. von Frankreich wandte. Es wird vermutet, dass er sich gegen den minderjährigen Herzog Wilhelm II. erhoben hat. Roger de Montgommery starb in Paris, wohl im Jahr 1040.
Seine fünf Söhne blieben in der Normandie. Einer von ihnen, Guillaume/Wilhelm, ermordete Osbern de Crépon, den Seneschall des Herzogs, um 1040.

## Nachkommen
Diese fünf Söhne waren laut Wilhelm von Jumièges:
- Hugues de Montgommery, † vor 1050
- Robert de Montgommery, † vor 1050
- Roger de Montgommery (der oft mit Roger II. de Montgommery, dem ältesten Sohn Hugues’ verwechselt wird)
- Guillaume de Montgommery, der Mörder Osberns, der selbst vom Vogt Barnon de Glos getötet wurde
- Gilbert de Montgommery